# Comuna Casimcea, Tulcea
Casimcea este o comună în județul Tulcea, Dobrogea, România, formată din satele Casimcea (reședința), Cișmeaua Nouă, Corugea, Haidar, Rahman, Războieni și Stânca.
Casimcea este atestată documentar pentru prima dată în anul 1543, în izvoarele istorice 
otomane, având în vedere că, timp de patru secole și ceva, Dobrogea a fost o provincie turcească. 
Toponimele turcești reprezentau două sate apropiate, dezvoltate de o parte și de alta a unui pârâu 
ce împărțea actuala Casimcea în două: Kara Kasim („pământul lui Kasim”), iar Abdul Kasim este 
numele unui soldat otoman ce coordona sarcinile militare care reveneau populației colonizate de 
Imperiul Otoman, la acea vreme. Localitatea a mai fost notată într-o hartă austriacă din anul 1790 
cu numele de Kusimga, iar într-o hartă militară rusă, în 1828, cu toponimul Kasumota Nouă. În 
a doua jumătate a secolului XIX, satul era cunoscut cu numele de Kqasimilcha. În cele din urmă, 
jumătate de secol mai târziu, localitatea este regăsită într-un document otoman, cu numele de 
Casimcea, pe care îl poartă și astăzi. 
În cadrul comunei, pe lângă Casimcea (reședința de comună), intră mai multe structuri: localitatea Rahman, care este situată la 15 km nord-vest de comună, localitatea Haidar, la 11 km nord-est de reședința de comună, Cișmeaua Nouă, la 14 km nord, localitatea Războieni la 7 km de reședința de comună. În ceea ce privește localitatea Corugea, aceasta se află la o distanță de 4 km față de Casimcea. 
Legenda râului Casimcea   se cunoaște de pe vremea când Dobrogea era pașalâc turcesc și abia se știa de râu, el fiind ascuns de pădurile mari și dese, iar căprioarele veneau liniștite să se adape din apa limpede a râului. Fiul pașei din Babadag a pornit într-o dimineață, cu mai mulți prieteni, să vâneze într-o pădure din apropiere. Stând câteva ceasuri la pândă, numai ce văzu o căprioară de o frumusețe rară. S-a luat după ea și, fără să bage de seamă, s-a îndepărtat de prietenii săi. Când au văzut că lipsește cam de mult, prietenii au început să-l caute. Nevăzând nici măcar o urmă, s-au îndreptat prin desișul pădurii spre izvorul Casimcea, a cărui apă era, pe vremea aceea, foarte mare și adâncă. Descoperind urmele calului prietenului lor, s-au luat după ele și au ajuns la izvor. Aici, spaimă mare! Turbanul fiului pașei plutea deasupra apei. Au înțeles că el se înecase și au fugit înspăimântați să dea cumplita veste părintelui. Sărmanul pașă, ca să nu se mai întâmple și altora așa o nenorocire, a dat poruncă să fie aruncați în râu saci cu pietre, nisip și lână. Cu vremea, fiindu-i înfundate toate ieșirile, izvorul a secat, dar în jur pământul mustește de apă. Și astăzi, dacă izbești mai tare cu piciorul în pământ, simți cum se clatină locul și vezi cum apa se scurge încet spre vechea albie. Oamenii din partea locului spun că, atunci când vin ploile mari și când apele se umflă curgând zgomotoase, râul Casimcea seamănă cu cel de pe vremea pașei din Babadag. Izvorul în care și-a găsit moartea frumosul fiu al pașei s-a numit de-atunci ,,Cișmeaua Beiului” sau ,,Izvorul Casimcea”.
După reunirea Dobrogei cu România, în anul 1878, Casimcea devine comună, împreună 
cu satul Ali-Fakih (Ali Evlaviosul), denumit astăzi Războieni, în componența căruia a intrat 
mai târziu și cătunul Ciaușchioi (Satul Sergentului).
La începutul secolului XX, satul Războieni avea o populație de 241 de persoane, din care: 
125 bulgari, 78 turci, 21 găgăuzi și 17 români. Ciaușchioi avea 242 tătari, 6 turci și 2 armeni. 
Satul Corugea este amintit pentru prima dată în defterul otoman din anul 1573 sub denumirea 
de Koruca-Kasim, iar harta austriacă din anul 1790 notează satul sub denumirea de Karanga. 
Fondul Tapiurilor otomane în a doua jumătate a secolului al XIX-lea amintește de Koruca. Înanul 1899, la Corugea se ridică prima școală românească din zonă, iar în sat locuiau numai 
români, în număr de 579. Satul este menționat în documente cel mai adesea cu denumirea 
Corudgea, o denumire de origine țărănească; se trage de la secarea râului Topolog din zonă, 
fiind tradusă prin ,,sec, fără apă”.
Denumirea satului Rahman se traduce din limba tătară prin ,,Dumnezeu” și îl găsim 
menționat pentru prima dată la sfârșitul secolului al XVI-lea într-un registru otoman, sub denu-
mirea de Rahman-Bey. Tot astfel denumit se întâlnește într-o hartă austriacă din anul 1790 și în 
harta militară rusă din 1828. La începutul secolului al XX-lea, în localitate trăiau 667 de români, 
iar prima școala românească a fost fondată în anul 1885. La sud de Rahman, se află localitatea 
Haidar, care a apărut prima dată cu denumirea de Haydar, apoi s-a modificat în Gaida, așa cum 
se găsește pe harta austriacă de la sfârșitul secolului al XVIII-lea. 
După încheierea Războiului Crimeii, tătarii au repopulat satul, părăsind ulterior așezarea 
după 1878, în locul lor așezându-se populația de origine română. La începutul secolului XX satul 
număra 331 de persoane (un sat slab populat).
Astăzi, în localitatea înfloritoare cândva, se mai găsesc doar 6 case ale sibienilor, care se 
pare că izbândesc aici cu afacerile lor.
Satul Cișmeaua Nouă este întâlnit pentru prima dată sub denumirea de Ramazan-
Kioi tradus din limba turcă ,,Satul Postului” (Ramazan-post, kioi-sat) Satul a suferit enorme 
distrugeri după invaziile cercheze. După anul 1878, populația musulmană părăsește localitatea, 
în sat aflându-se, la începutul secolului XX, doar 206 locuitori, de origine română. Astăzi, 
așezarea numără doar 18 case. 

## Demografie
Componența etnică a comunei Casimcea
     Români (84,77%)
     Romi (5,87%)
     Turci (1,68%)
     Alte etnii (0,12%)
     Necunoscută (7,55%)
Componența confesională a comunei Casimcea
     Ortodocși (82,43%)
     Musulmani (6,85%)
     Penticostali (2,47%)
     Alte religii (0,08%)
     Necunoscută (8,18%)
Conform recensământului efectuat în 2021, populația comunei Casimcea se ridică la 2.555 de locuitori, în scădere față de recensământul anterior din 2011, când fuseseră înregistrați 2.976 de locuitori. Majoritatea locuitorilor sunt români (84,77%), cu minorități de romi (5,87%) și turci (1,68%), iar pentru 7,55% nu se cunoaște apartenența etnică. Din punct de vedere confesional, majoritatea locuitorilor sunt ortodocși (82,43%), cu minorități de musulmani (6,85%) și penticostali (2,47%), iar pentru 8,18% nu se cunoaște apartenența confesională.

## Politică și administrație
Comuna Casimcea este administrată de un primar și un consiliu local compus din 11 consilieri. Primarul, Gheorghe Țilincă[*], de la Partidul Național Liberal, este în funcție din 2004. Începând cu alegerile locale din 2024, consiliul local are următoarea componență pe partide politice:
|  | Partid                          | Consilieri | Componența Consiliului | Componența Consiliului | Componența Consiliului | Componența Consiliului | Componența Consiliului | Componența Consiliului |
|  | ------------------------------- | ---------- | ---------------------- | ---------------------- | ---------------------- | ---------------------- | ---------------------- | ---------------------- |
|  | Partidul Național Liberal       | 6          |                        |                        |                        |                        |                        |                        |
|  | Partidul Social Democrat        | 4          |                        |                        |                        |                        |                        |                        |
|  | Alianța pentru Unirea Românilor | 1          |                        |                        |                        |                        |                        |                        |

## Personalități
- Ion Jalea (1887 - 1983), sculptor, academician.